# Reno 911! – Zsaruk bevetésen
A Reno 911! vagy Zsaruk bevetésen 2003-ban indult amerikai vígjátéksorozat, ami a rendőrségi dokumentumfilmek, elsősorban a Zsaruk című sorozat paródiája. A műsor alkotói Robert Ben Garant, Thomas Lennon és Kerri Kenney-Silver, a cselekmény pedig a Reno városban tevékenykedő rendőrcsapat mindennapjait mutatja be. A csapat tagja az alkotók mellett többek közt Cedric Yarbrough és Niecy Nash.
A sorozatot az Amerikai Egyesült Államokban a Comedy Central vetítette 2003. július 23. és 2009. július 8. között, Magyarországon először a Cool TV tűzte műsorra 2005. október 11-én, majd 2008. október 1-jén a magyar Comedy Central is bemutatta.
A sorozat alapján 2007-ben film is készült Zsaruk bevetésen – A film címen.

## Cselekménye
A műsor áldokumentarista stílusban mutatja be a nevadai Reno városban dolgozó, héttagú rendőrcsapat mindennapjait. A csapat minden tagja jelentős jellemhibákkal küzd, a rájuk bízott feladatokat általában valamilyen módon elszúrják. A műsorban többször is előfordul káromkodás, ezeket a részeket viszont kisípolják.

## Szereplők
| Szereplő                    | Színész              | Magyar hang |
| --------------------------- | -------------------- | ----------- |
| James "Jim" Ronald Dangle   | Thomas Lennon        |             |
| Trudy Wiegel                | Kerri Kenney-Silver  |             |
| Sven Jones                  | Cedric Yarbrough     |             |
| James Oswaldo Garcia        | Carlos Alazraqui     |             |
| Clementine "Clemmy" Johnson | Wendi McLendon-Covey |             |
| Raineesha Williams          | Niecy Nash           |             |
| Travis Junior               | Robert Ben Garant    |             |
| Cherisha Kimball            | Mary Birdsong        |             |
| Jack Declan                 | Ian Roberts          |             |
| Frank Salvatore Rizzo       | Joe Lo Truglio       |             |

## Epizódok
| ÉVad | ÉVad | Epizódok | Eredeti vetítés  | Eredeti vetítés      |
| ÉVad | ÉVad | Epizódok | Évadpremier      | Évadfinálé           |
| ---- | ---- | -------- | ---------------- | -------------------- |
|      | 1    | 14       | 2003. július 23. | 2003. október 20.    |
|      | 2    | 16       | 2004. június 9.  | 2004. szeptember 22. |
|      | 3    | 13       | 2005. június 14. | 2005. szeptember 6.  |
|      | 4    | 14       | 2006. július 9.  | 2007. május 13.      |
|      | 5    | 16       | 2008. január 16. | 2008. július 10.     |
|      | 6    | 15       | 2009. április 1. | 2009. július 8.      |